# 동현초등학교
동현초등학교는 대한민국 부산광역시 금정구 동현로에 있는 공립 초등학교이다.

## 학교 연혁
- 1977년 12월 30일: 개교
- 2015년 2월 17일 :제 36회(2014년도) 졸업식

## 참고 자료
- 동현초등학교 - 한국교육학술정보원 학교알리미